# Artur Chojecki (polityk)
Artur Henryk Chojecki (ur. 19 kwietnia 1974 w Elblągu) – polski polityk i samorządowiec, w latach 2015–2023 wojewoda warmińsko-mazurski, poseł na Sejm X kadencji.

## Życiorys
Ukończył I Liceum Ogólnokształcące im. Juliusza Słowackiego w Elblągu, następnie w 2001 studia teologiczne na Uniwersytecie Warmińsko-Mazurskim w Olsztynie. Pracował w księgarni i jako nauczyciel w szkole podstawowej w Pasymiu. Zaangażował się w działalność polityczną w ramach Prawa i Sprawiedliwości, od 2005 do 2007 był dyrektorem biura senatorskiego Jerzego Szmita. Później zatrudniony jako wychowawca w Ochotniczym Hufcu Pracy. W 2006, 2010 i 2014 wybierany na radnego sejmiku warmińsko-mazurskiego, był jego wiceprzewodniczącym w IV i V kadencji.
Działacz Akcji Katolickiej. Zasiadał też w radzie programowej Radia Olsztyn. 8 grudnia 2015 został powołany na stanowisko wojewody warmińsko-mazurskiego. W wyborach w 2019 bezskutecznie kandydował do Sejmu w okręgu olsztyńskim. Mandat poselski uzyskał natomiast w wyborach w 2023, otrzymując 17 418 głosów. W konsekwencji 2 listopada tego samego roku przestał pełnić funkcję wojewody.

## Odznaczenia
W 2017 odznaczony Srebrną Odznaką „Zasłużony dla Ochrony Przeciwpożarowej”.